# Rafael Ortega Gómez
Rafael Ortega Gómez apodado Gallito (Sevilla, 22 de enero de 1917-Madrid, 25 de junio de 1989), fue un torero español miembro de la dinastía de Los Gallos, nieto de Fernando Gómez "El Gallo" y sobrino de Joselito El Gallo y Rafael El Gallo.
Tomó la alternativa el 22 de septiembre de 1940 en Barcelona, actuando como padrino el diestro Marcial Lalanda, siendo los testigos de la ceremonia Domingo Ortega y Pepe Bienvenida. 

En 1980 publicó un libro autobiográfico titulado "Mi paso por el toreo" en el narra su vida artística y hace referencia a otros toreros de su época.